# Новоіванівська (пам'ятка природи)
Новоіва́нівська — гідрологічна пам'ятка природи місцевого значення в Україні. Розташований у межах Теофіпольської селищної громади Хмельницького району Хмельницької області, біля сіл Слуцьке та Новоіванівка.
Площа 7 га. Статус присвоєно згідно з рішенням 9 сесії обласної ради від 11.07.2007 року № 23-9/2007. Перебуває у віданні: Гальчинецька сільська рада.
Статус присвоєно для збереження ділянки долини річки Случ. Переважає болотна місцевість, де зростають типові види рослин. Підтримує гідрологічний баланс регіону.